# Giovanni Serodine

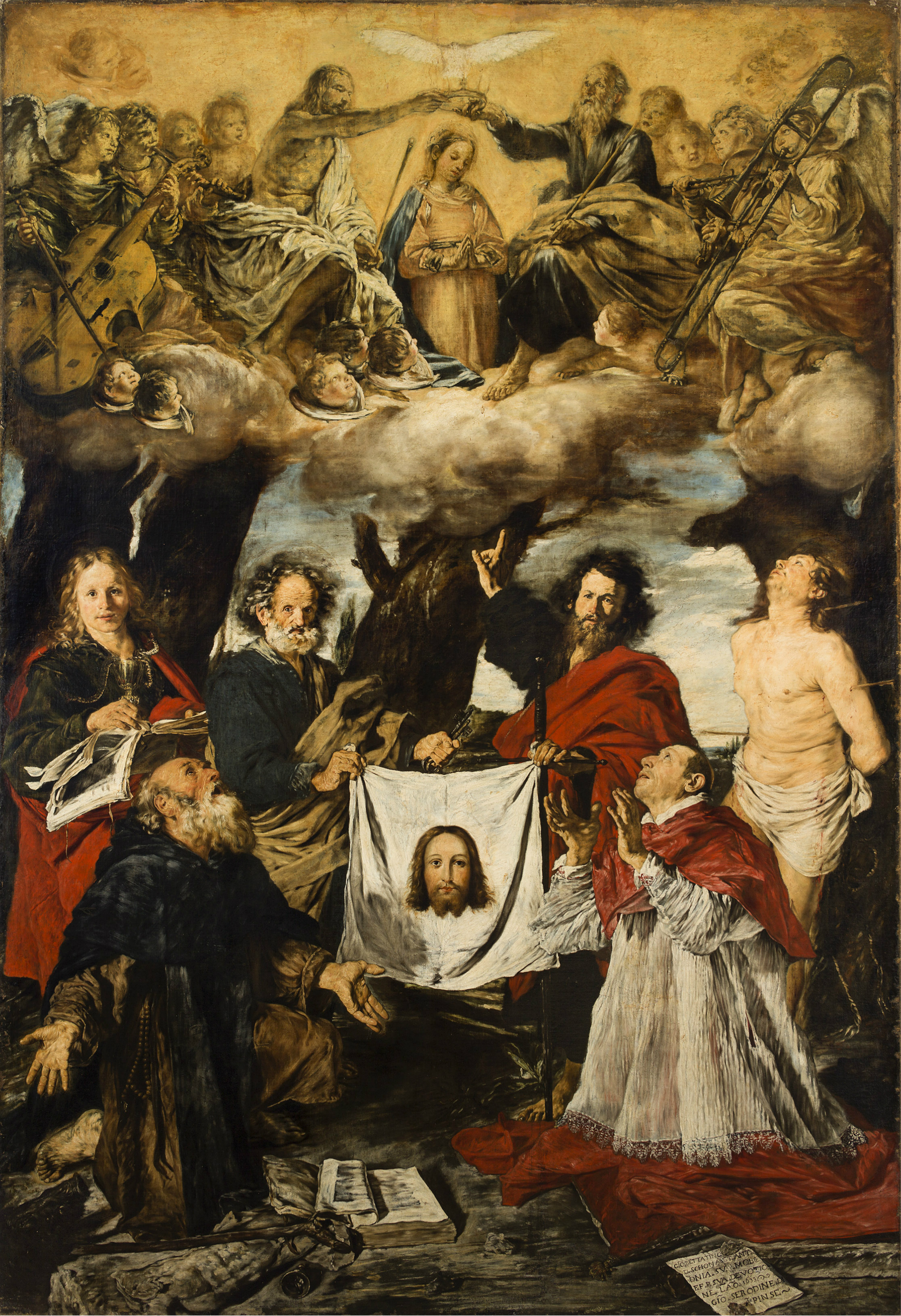
Giovanni Serodine: Krönung Mariens in Ascona

Giovanni Serodine (* 1594 in Ascona oder 1600 in Rom; † 21. Dezember 1630 in Rom) war ein Schweizer Stuckateur und Maler des Seicento.

## Leben
Giovanni war das fünfte und letzte Kind des Architekten und Unternehmer in Rom Cristoforo und dessen Ehefrau Caterina Porta. Er blieb ledig. Giovanni entstammte einer Künstlerfamilie aus Ascona, die Ende des 16. Jahrhunderts nach Rom übersiedelte. Er war Maler, absolvierte aber in der römischen Werkstatt seines Bruders Giovan Battista eine Ausbildung zum Stuckateur. Im Jahr 1623 dekorierte er mit seinem Bruder drei Zimmer des Palazzo Borghese mit gemalten Friesen, die nicht mehr erhalten sind. Der jung verstorbene Giovanni Serodine hinterließ nur wenige Bilder, vor allem Porträts und Figurengruppen von starker Ausdruckskraft. Er ist neben Pier Francesco Mola (1612–1666) der bedeutendste Maler dieser Zeit aus dem Kanton Tessin in Rom tätig.
Bei wem Giovanni die Malerei erlernte, ist nicht genau bekannt, man vermutet die Werkstatt des Antiveduto Grammatica (1570–1626). Offenbar war sein großes Vorbild Michelangelo Merisi, genannt Caravaggio (1571–1610). Soweit bisher bekannt ist kein Porträt von ihm überliefert. Im Alter von 23 Jahren zwischen 1617 und 1623 malte Serodine die Berufung der Söhne des Zebedäus, die in der Pfarrkirche von Ascona aufbewahrt wird und mit der auch das andere Altarbild in der Kirche, die Einladung nach Emmaus, chronologisch verwandt ist. In diesen Werken zeigt er ein entschiedenes Bekenntnis zum Karawaggismus in seinem dramatischsten und südlichsten Sinn. Wir finden auch Merkmale, die in anderen dem Künstler zugeschriebenen Werken zu finden sind (darunter das Wunder der Heiligen Margareta im Museo del Prado in Madrid): eine naturalistische Interpretation des Porträts, beleuchtet durch Blitze von sanften, lebhaften Farben, und die räumliche Vereinfachung der Szenen, die sich auf den Vordergrund konzentrieren.
Zwischen 1623 und 1624 führte Serodine die Dekoration der Apsis der Kirche Santa Maria della Concezione in Spoleto aus. Die Qualität der Ausführung, die nicht dem Ruf des Malers entspricht, hat einige Kritiker dazu veranlasst, es als das erste sichere Werk des Künstlers zu betrachten und die gesamte bekannte Produktion auf die folgenden Jahre zu verschieben. Die offizielle Weihe des Malers fand in den Jahren 1624–1625 statt, als er für die römische Kirche St. Lorenz vor den Mauern die Almosen des Heiligen Laurentius (heute im Museum der Abtei von Casamari) und die Enthauptung des Täufers malte, die auch das Interesse bedeutender römischer Sammler wie des Markgrafen Asdrubale Mattei weckten. In diesen Werken werden primitive karawaggische Andeutungen mit Lösungen verbunden, die mit Guercinos Macchia-Malerei und Öffnungen zu der für den nördlichen Karawaggismus typischen Kerzenlichtmalerei verbunden sind, die auch im späten Sankt Peter im Gefängnis in Pinacoteca cantonale Giovanni Züst in Rancate zu sehen ist.
In der letzten Phase seines Schaffens entwickelt der Maler seine Pinselführung weiter und erzielt mit der Krönung der Jungfrau, dem einzigen für seine Heimatstadt ausgeführten Gemälde, das das Ehepaar Bettatino 1633 der Pfarrkirche von Ascona schenkte, und dem Porträt des Vaters  (Museo civico di belle arti in Lugano) erzielt er so eine vertiefte Intimität. Trotz Serodines kurzer Schaffenszeit gehören seine Gemälde aufgrund ihrer malerischen und farblichen Qualitäten sowie der neuen intimen und sentimentalen Auffassung der eigenen Familienwelt zu den Hauptwerken der europäischen Malerei des beginnenden 17. Jahrhunderts.
In Ascona besteht noch das Haus seiner Familie, die Casa Serodine.

## Werke

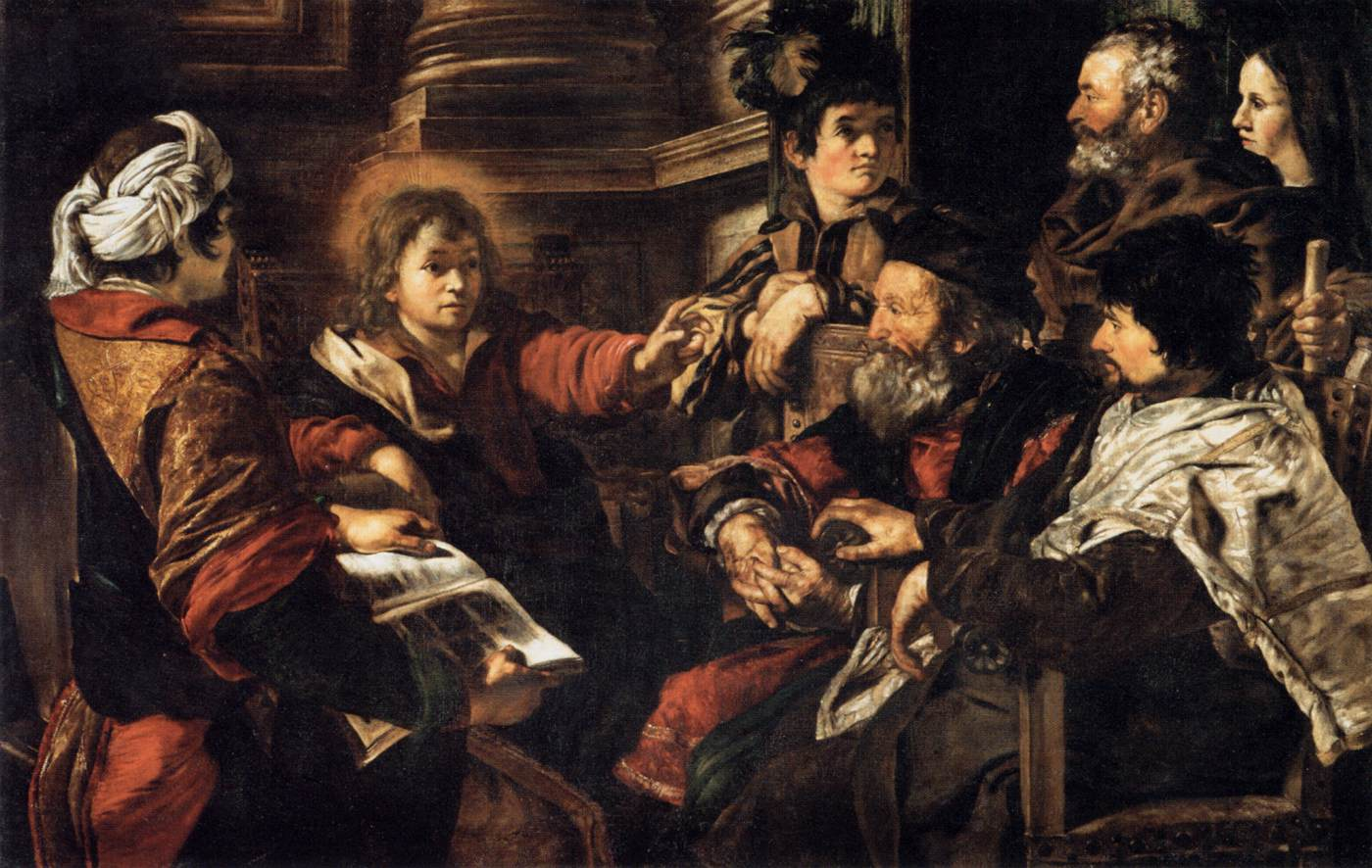
Giovanni Serodine: Jesus unter den Schriftgelehrten, Louvre

In Ascona sind in der Kirche Sankt Peter und Paul zwei seiner ersten Bilder zu sehen, die er ca. 1618 in Rom malte: Die Söhne des Zebedäus und Die Einladung nach Emmaus, sowie das Altarbild Die Krönung Mariens von 1623.
weiter bekannte Gemälde sind:
- 1620–1625 Jungfrau der Mercedari in der Pinacoteca cantonale Giovanni Züst in Rancate;
- 1624, Bildnis des Vaters, im  Museo Civico von Lugano;
- 1625, Der Zinsgroschen,  National Gallery, Edinburgh;
- 1626, Jesus unter den Schriftgelehrten, Louvre, Paris;
- 1628, Der Heilige Petrus im Kerker und Ritratto di giovane disegnatore in der Kantonale Pinakothek Giovanni Züst in Rancate;
- Das Wunder der Heiligen Margareta im Museo del Prado in Madrid;
- Der ungläubige Thomas, in Warschau.

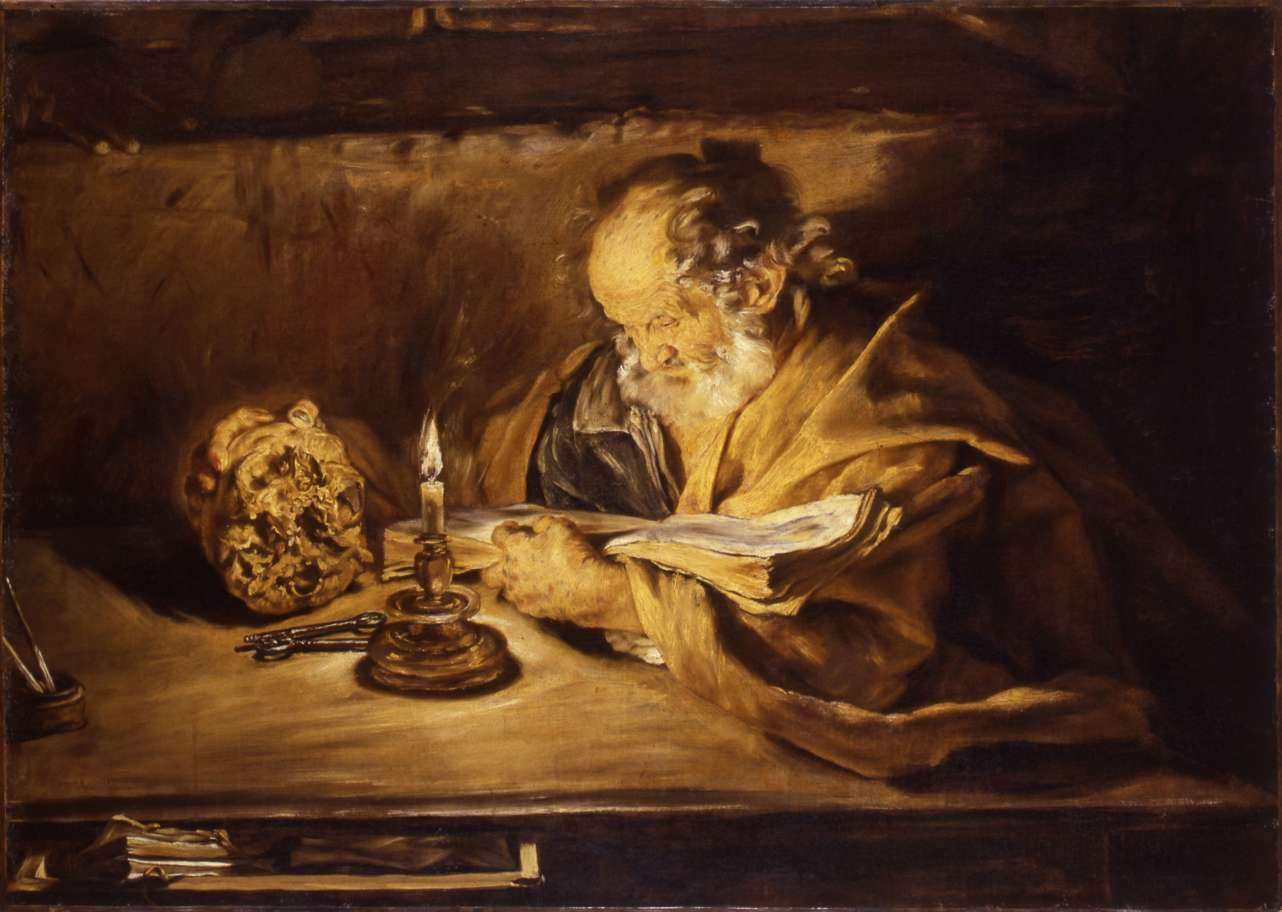
Der heilige Petrus im Kerker